# TVV 73"–77", 78–92
A TVV 73"–77", 78–92 a Tiszavidéki Vasút (TVV) személyvonati szerkocsis gőzmozdonysorozata volt.
1870 és 1872 között összesen 20 db épült a TVV számára a sorozatból a karlsruhei Kessler mozdonygyárban.
A mozdonyok belsőkeretesek és belsővezérlésűek voltak kereten kívül felszerelt hengerekkel. A hosszkazán a csatolt tengelyekre laprugókkal támaszkodott melyeket himbák kötöttek össze az egyenletes tengelynyomás biztosítására. A gépekre gyárilag mozdonysátor került. A mozdonyokat később átépítették amerikai típusú hosszú füstszekrényessé és a Klein (stanicli, sicc!!) kéményt is cserélték egyszerű hengeres öntöttvas kéményre.
A TVV 1880-as államosításával a járművek is MÁV tulajdonba kerültek, MÁV pályaszámokat kaptak . Az első számozási rendszerben 326-345, majd a második számozási rendszerben IId kategóriába sorolták és a 1161-1150 pályaszámokat kapták. 1911-től a még üzemelő mozdonyok a  239,001–017 pályaszámokat viselték.

## Fordítás
- Ez a szócikk részben vagy egészben  a   TVV 73"–77" című német Wikipédia-szócikk fordításán alapul.  Az eredeti cikk szerkesztőit annak laptörténete sorolja fel. Ez a jelzés csupán a megfogalmazás eredetét és a szerzői jogokat jelzi, nem szolgál a cikkben szereplő információk forrásmegjelöléseként.